# Eucalyptus rudis
Eucalyptus rudis ist eine Pflanzenart innerhalb der Familie der Myrtengewächse (Myrtaceae). Sie kommt im Südwesten und Westen von Western Australia vor und wird dort „Flooded Gum“, „Western Australian Flooded Gum“, „Swamp Gum“, „Moitch“, „Colort“, „Warmwood“ oder „Blue Gum“ genannt.

## Beschreibung

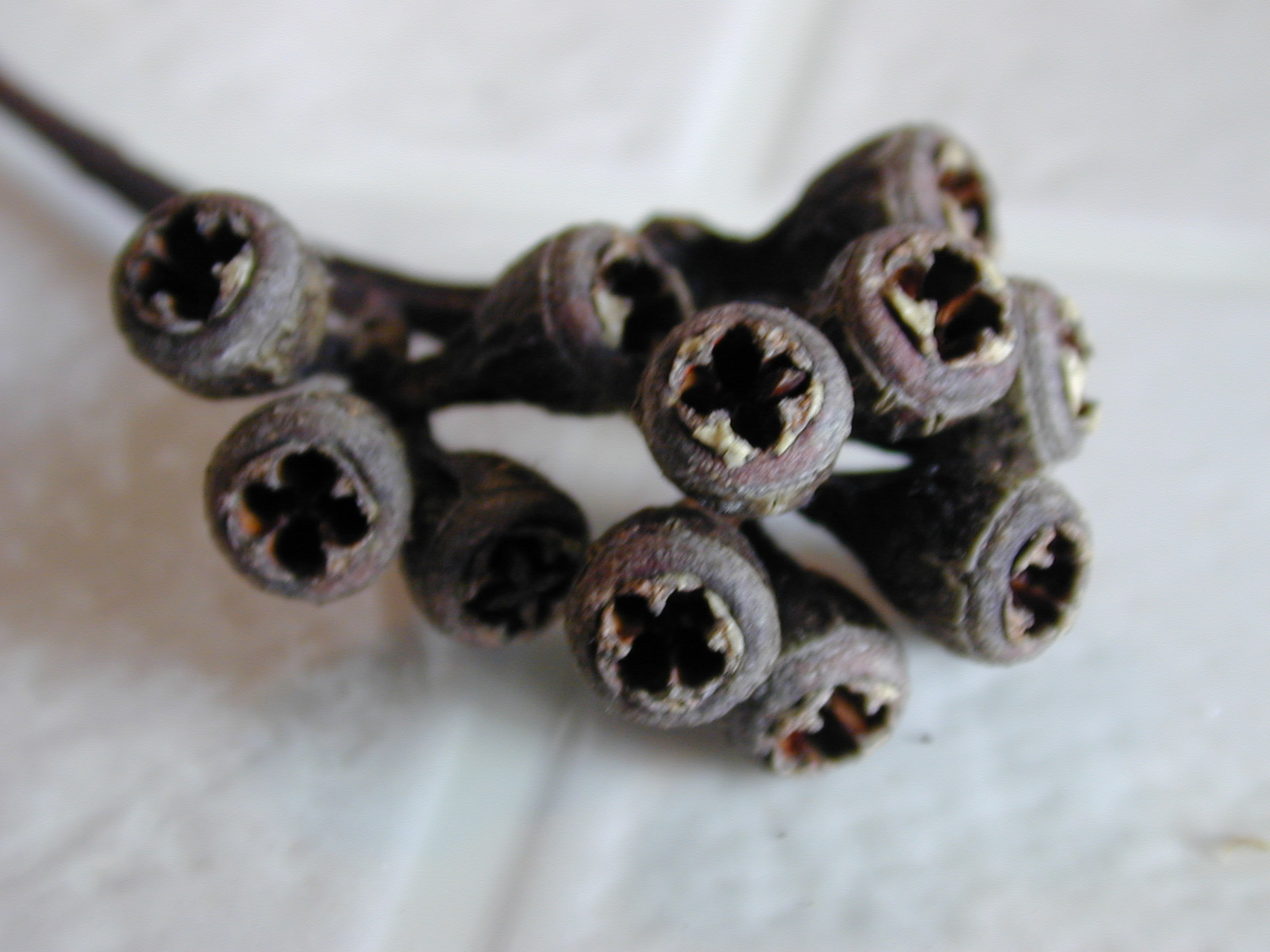
Früchte

### Erscheinungsbild und Blatt
Eucalyptus rudis wächst als Baum, der Wuchshöhen von 5 bis 20 Meter und Brusthöhendurchmesser (BHD) von bis zu 1 Meter erreicht. Die Borke verbleibt am gesamten Stamm oder auch den größeren Ästen und ist grau mit weißen Flecken, rau und fasrig-stückig. Die Rinde der kleineren Zweige ist glatt und weiß. Öldrüsen gibt es sowohl im Mark der jungen Zweige als auch in der Borke.
Bei Eucalyptus rudis liegt Heterophyllie vor. Die Laubblätter sind meistens in Blattstiel und Blattspreite gegliedert. An Sämlingen ist die Blattspreite bei einer Länge von 4,5 bis 8 cm und einer Breite von 3 bis 5 cm ei- bis fast kreisförmig und an Ober- und Unterseite leicht verschiedenfarbig matt grau-grün. An jungen Exemplaren ist die Blattspreite bei einer Länge von 8 bis 14 cm und einer Breite von 5 bis 10,5 cm ebenfalls ei- bis fast kreisförmig und an Ober- und Unterseite noch leicht verschiedenfarbig matt grau-grün. An mittelalten Exemplaren ist die Blattspreite bei einer Länge von 10 bis 16 cm und einer Breite von 2,5 bis 4,5 cm eiförmig bis breit-lanzettlich, an Ober- und Unterseite gleichfarbig matt grau-grün, gerade und ganzrandig und können gestielt oder sitzend sein. Die Blattstiele an erwachsenen Exemplaren sind schmal abgeflacht oder kanalförmig. Die auf Ober- und Unterseite gleichfarbig matt grünen Blattspreiten an erwachsenen Exemplaren sind bei einer Länge von 9 bis 14 cm und einer Breite von 1,5 bis 3 cm lanzettlich, relativ dünn, sichelförmig gebogen, verjüngen sich zur Spreitenbasis hin und besitzen ein bespitztes oberes Ende. Die erhabenen Seitennerven gehen in einem spitzen oder stumpfen Winkel vom Mittelnerv ab. Die Keimblätter (Kotyledone) sind verkehrt-nierenförmig.

### Blütenstand und Blüte
Seitenständig an einem bei einer Länge von 6 bis 15 mm und einem Durchmesser von bis zu 3 mm im Querschnitt schmal abgeflachten, kantigen oder stielrunden Blütenstandsschaft stehen in zusammengesetzten Gesamtblütenständen etwa drei- bis siebenblütige oder auch etwa elfblütige Teilblütenstände. Die Blütenstiele sind 4 bis 8 mm lang. Die Blütenknospen sind bei einer Länge von 8 bis 12 mm und einem Durchmesser von 4 bis 6 mm ei- oder spindelförmig und nicht blaugrün bemehlt oder bereift. Die Kelchblätter bilden eine Calyptra, die früh abfällt. Die glatte Calyptra ist konisch oder länglich spitzt, dreimal so lang wie der glatte Blütenbecher (Hypanthium) und ebenso breit wie dieser. Die Blüten sind weiß oder cremeweiß. Die Blütezeit reicht in Western Australia von Juli bis September oder von September bis November.

### Frucht und Samen
Die gestielte, kleine Frucht ist bei einer Länge von 4 bis 6 mm und einem Durchmesser von 6 bis 9 mm halbkugelig oder glockenförmig und üblicherweise vierfächrig. Der Diskus ist flach oder leicht angehoben, die Fruchtfächer stehen heraus. Die dunkelbraunen oder schwarzen Samen sind kubisch bis pyramidenförmig, am Rücken fein genarbt und an einigen Kanten gezahnt. Das Hilum ist endständig.

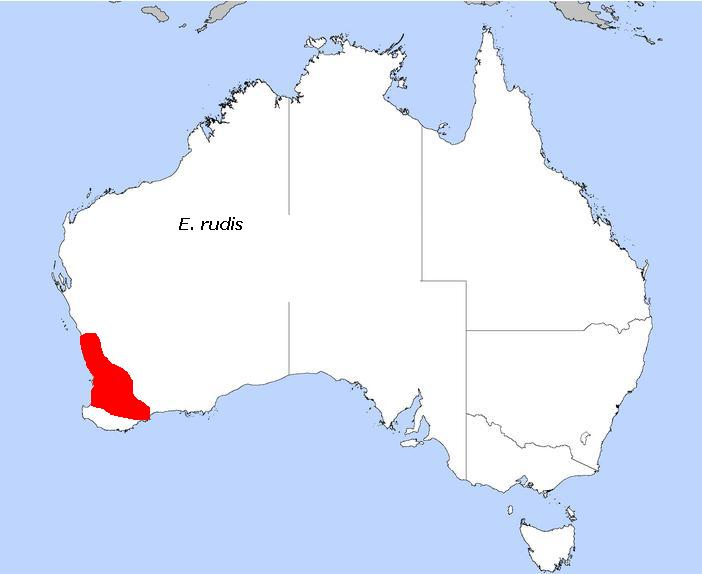
Verbreitungskarte

## Vorkommen
Eucalyptus rudis kommt im Südwesten und Süden von Western Australia vor, von Albany bis Geraldton.
Eucalyptus rudis gedeiht auf sandigen- und tonigen Böden in den feuchteren Gebieten in Ebenen und an Hängen.

## Systematik
Die Erstbeschreibung von Eucalyptus rudis erfolgte 1837 durch Stephan Ladislaus Endlicher in Enumeratio plantarum quas in Novae Hollandiae ora austro-occidentali ad fluvium Cygnorum et in Sinu Regis Georgii collegit Carous liber baro de Hugel, S. 49. Das Typusmaterial weist die Beschriftung „King Georges Sound (Hügel)“ auf. Das Artepitheton rudis ist vom lateinischen Wort für rau abgeleitet und weist auf die Struktur der Borke hin.
Es gibt zwei Unterarten von Eucalyptus rudis Endl.:
- Eucalyptus rudis subsp. cratyantha Brooker & Hopper, Syn.: Eucalyptus rudis subsp. cratyantha Brooker & Kleinig nom. inval., Eucalyptus rudis subsp. Yallingup (S.D.Hopper 4820) WA Herbarium
- Eucalyptus rudis Endl. subsp. rudis, Syn.: Eucalyptus brachypoda Turcz.

## Nutzung
Das Kernholz von Eucalyptus rudis ist blassbraun bis rötlich, hart, aber nicht sehr beständig und besitzt ein spezifisches Gewicht von nur etwa 550 kg/m³. Das Holz dient hauptsächlich als Brennholz.